# St. Egidien (Beerbach)

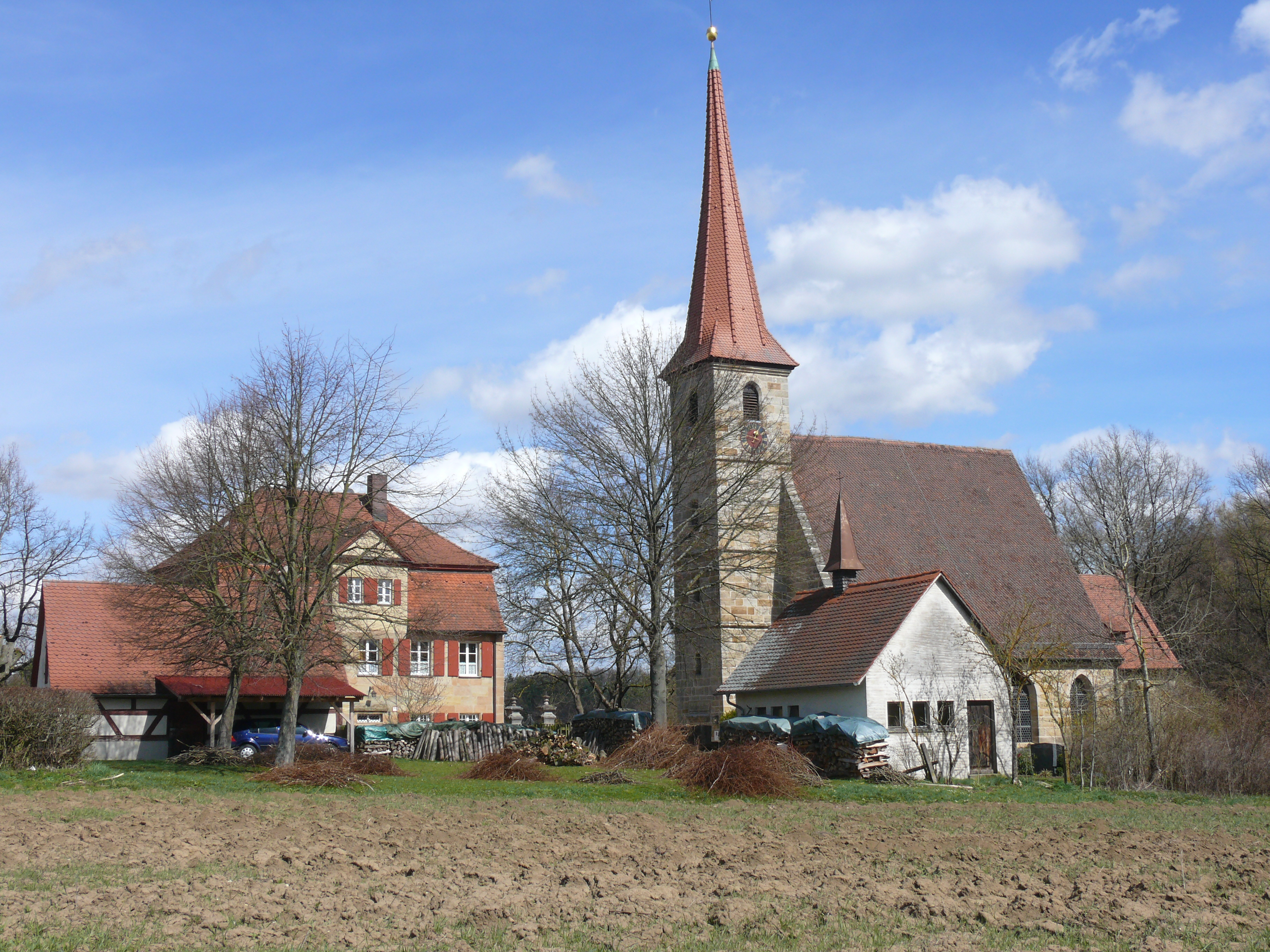
Ansicht mit Kirche und Pfarrhaus

St. Egidien ist eine evangelisch-lutherische Kirche in Beerbach, einem Gemeindeteil der Stadt Lauf an der Pegnitz in Mittelfranken.

## Bauerwerk und Geschichte
Nahe der als heilkräftig verehrten Quelle stand zunächst eine dem Heiligen Nikolaus geweihte Kapelle, die im Städtekrieg 1387–1389 zerstört wurde. An alter Stelle, so eine lokale Sage, wollte man den Kirchenneubau errichten, doch Engel trugen die Baumaterialien dreimal weg und hinüber an den Platz, auf dem der heutige Kirchenbau steht.

„… 

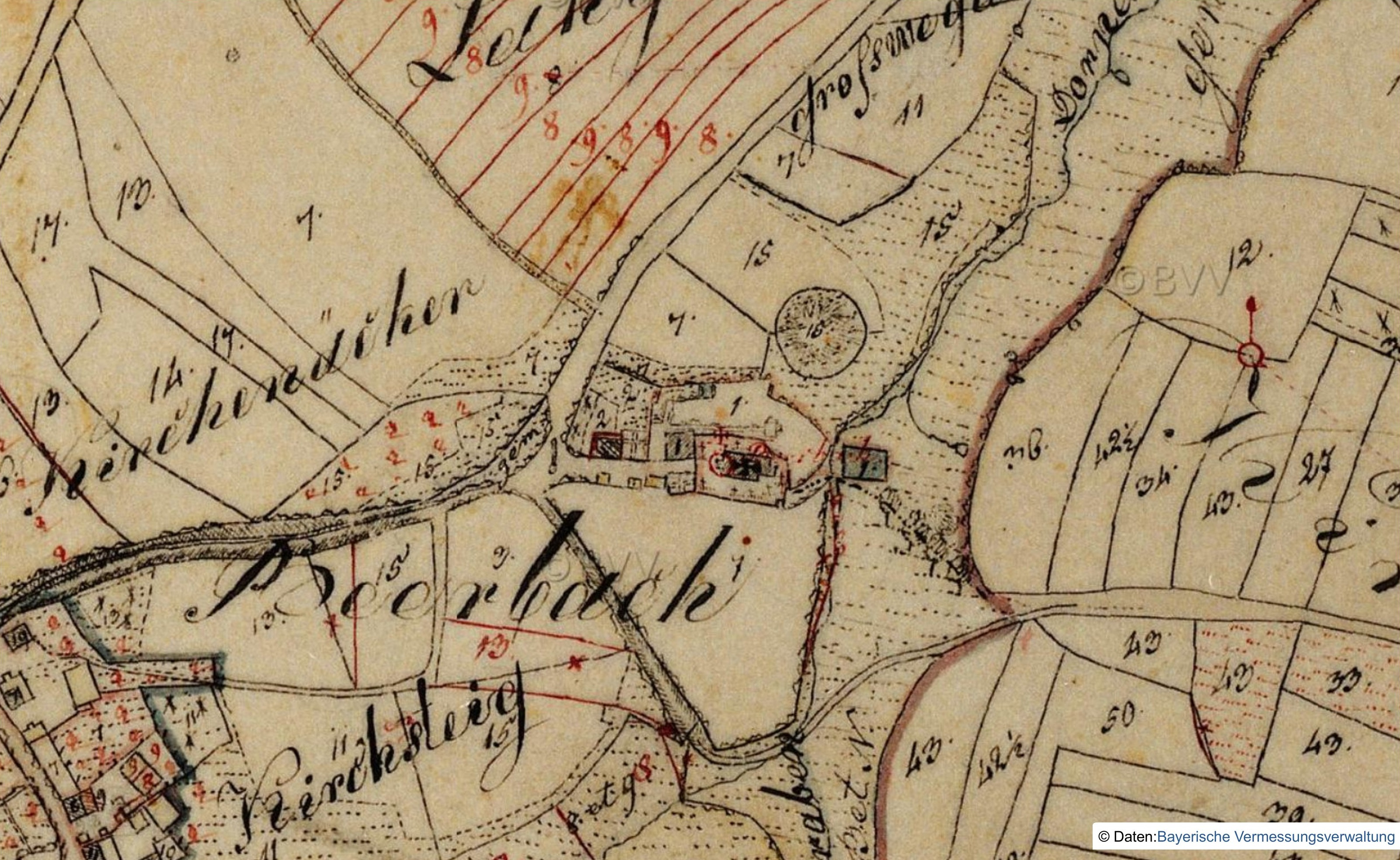
St.-Egidien-Kirche mit Nebengebäuden und dem Turmhügel

Für diese Überlieferung [dem Standort der ersten Kapelle] spricht, dass sich in der Tat nördlich des heutigen Pfarrgartens ein Turmhügel auf dem heutigen „Burgacker“ befand, der Sitz des Geschlechts der Beerbacher. Er soll zusammen mit der Kapelle im Städtekrieg 1388 zerstört worden sein und wurde nicht mehr aufgebaut. Das annähernd kreisrunde Grundstück hatte noch bis zur Flächenneuordnung im Rahmen der Flurbereinigung in den 60-iger Jahren des 20. Jahrhunderts Bestand. Die Errichtung einer zugehörigen Kapelle könnte auf das Vermächtnis des Conrad von Beerbach zurückgehen, der sich als letzter seines Geschlechts bis zum Jahr 1315 nachweisen läßt.“

Im Jahr 1488 wurde der Kirchenbau erweitert und als quadratische Hallenkirche mit spätgotischem Kreuzrippengewölbe gestaltet. Der Chorraum beherbergt Fresken aus dem 16. Jahrhundert mit Darstellungen des Jüngsten Gerichts und der vier Evangelisten an den Decken und Wänden, die heute noch in Fragmenten zu erkennen sind. Der spätgotische Hochaltar geht auf Michael Wolgemut und seine Werkstatt um das Jahr 1505 zurück.

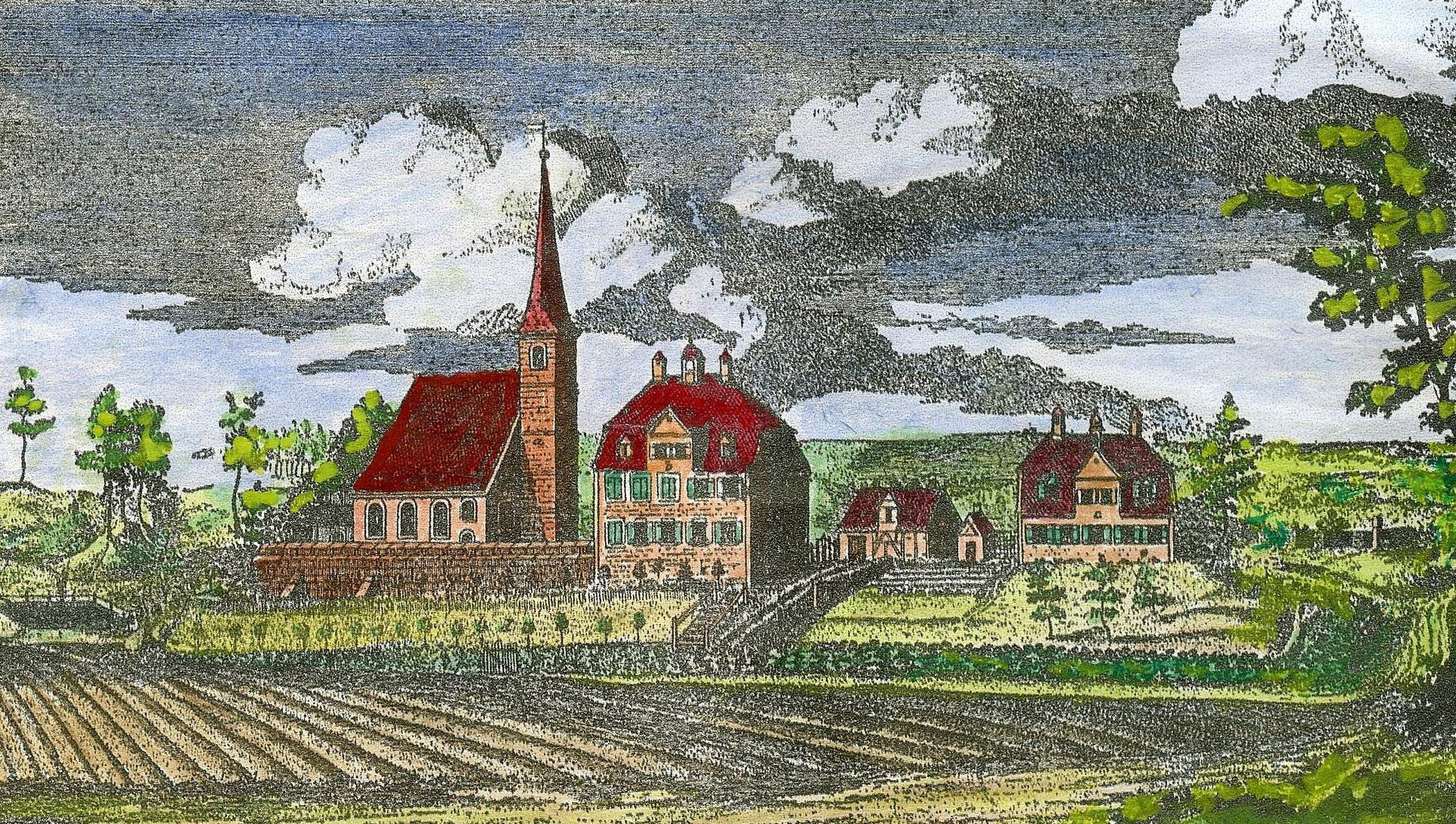
Kirchenbau und Nebenbauten (Kupferstich, G.D.Heumann, vermutlich 18. Jhd.)

Im Jahr 1685 erhielt die Kirche ihren Turm. Seit 1520 bildet Beerbach eine eigene Pfarrei, die ab dem Jahr 1521 sich als einer der ersten in Bayern der Reformation angeschlossen hat.
Gemeinsam mit dem Pfarrhaus, Gemeindehaus und Friedhof bildet die Kirche als sogenannte Feldkirche eine eigene Baugruppen außerhalb des Ortes.